# Dorota Kalaszczyńska
Dorota Kalaszczyńska, z domu Udałow (ur. 28 marca 1984) – polska lekkoatletka, specjalistka od biegu na 800 metrów.

## Kariera
Udałow reprezentowała barwy AZS AWF Warszawa, i to w barwach tego klubu została 4 razy z rzędu Mistrzynią Polski w sztafecie 4 x 400 metrów (2005, 2006, 2007 oraz 2008).
W 2003 spotkało ją znaczące a zarazem niespodziewane wyróżnienie. Wówczas jako zawodniczka MUKS Płock nie dała szans nikomu i sięgnęła po miano Najpopularniejszego Sportowca Płocka roku 2003. Zdobyła 11.529 punktów. Wygrała między innymi z Andrzejem Marszałkiem i Ireneuszem Jeleniem.

## Rekordy życiowe
- bieg na 400 m - 55.73 (2007)
- bieg na 600 m - 1:30,05 (2007)
- bieg na 800 m - 2:05.31 (2005)
- bieg na 400 m (hala) - 56,17 (2006)
- bieg na 600 m (hala) - 1:31.37 (2008)